# Публій Корнелій Сципіон Африканський
Публій Корнелій Сципіо́н Африка́нський (лат. Publius Cornelius Scipio Africanus Maior; 236 до н. е. — 183 до н. е.) — давньоримський політичний, державний і військовий діяч Римської республіки, найкращий римський полководець Другої Пунічної війни, консул 205 і 194 років до н. е. У 207 році до н. е. завдав поразки карфагенському полководцю Гасдрубалу і підкорив велику частину Іспанії. Підготував вторгнення в Африку та розгромив кривдника римлян у Першій Пунічній війні Ганнібала в битві при Замі в 202 році до н. е. Підписав вигідний для Риму мирний договір із Карфагеном. Після Африканської кампанії отримав титул перемоги «Африканський». Перший володар почесного військового титулу Імператор.

## Життєпис
Патрицій із старовинного роду Корнеліїв. Був сином Публія Корнелія Сципіона. Від дуже раннього віку вважав, що йому сприяють боги. За часів його життя ходили чутки, що він насправді є сином Юпітера. Батько Сципіона Африканського був консулом, а мати належала до плебейського роду Помпоніїв. Сципіон належав до римського роду, який мав етруське походження — Корнеліїв. Письменник Макробій писав про походження роду Корнеліїв так: 
|  | Корнелій, свого тезку – батька, який бувши сліпим, направляв замість посоху, був названий Сципіоном і передав це ім'я нащадкам |

.
Представники цього роду завжди отримували консульські посади і були дуже відомими людьми. Дядько Гней Корнелій Сципіон Кальв був переможцем інсубрів. Дід Луцій, консул 259 року до н. е., брав участь у Перший Пунічній війні та зумів витіснити карфагенян із Корсики.
Сципіони завжди славились тим, що були чесними та підтримували завжди гарні відносини з демократами та їхніми лідерами. Такі люди як Гай Фламіній і Гай Теренцій Варрон завжди вважалися бажаними гостями їхнього дому. Рід був небагатим, хоч і був відомим. Відомо, що рід Сципіонів був одним із перших римських родів, який зазнав еллінського впливу. Кожен із роду Сципіонів отримав гарну грецьку освіту.

### Дитинство
Доволі важко визначити дату народження полководця, джерела містять зовсім різні дати. Офіційна історія вважає, що він народився 236 році, у цей час Полібій писав, що він міг народитися й раніше. Існує версія Плінія Старшого, який стверджував, що народження Сципіона коштувало життя його матері. Однак стосовно цього факту є сумніви, бо доволі мало джерел згадують цей факт. Про дитинство Сципіона Африканського залишилося мало фактів, завдяки Авлу Геллію відомо про те, що він мав дуже красиве довге волосся. Також Авл Геллій цитував Невія і згадував такий епізод дитинства майбутнього полководця:

— Авл Геллій. Аттичні ночі
|  | Того, хто багато славних діл своєю рукою звершив, Чиї подвиги ще живуть, йому дивується всі народи, Того батько у плащі сам вивів від подруги. |

## Битва при Тицині

Похід Ганнібала на Рим

Брав участь у битві при Тицині, де армією командував його батько, консул 218 року до н. е. Перейшовши Альпи, війська Ганнібала перебували в такому жалюгідному стані, що потрібно було дати їм деякий час на відпочинок, хоча для Ганнібала була дорога кожна година: він хотів зайняти долину річки По раніше римлян і тим спонукати нерішучих галлів перейти на його сторону. Інсубри зустріли карфагенян радісно, але лігуро-кельтське плем'я тавринів зайняло ворожу позицію, тому Ганнібал, тільки-но його люди трохи відпочили, обложив головне поселення тавринів (м Турин). Через три дні він взяв його штурмом. У той час, коли відбувалися ці події, два римські легіони на чолі з Публієм Корнелієм Сципіоном вже перебували в долині По. Сенат, отримавши ці приголомшливі звістки про армію Ганнібала, схвалив всі дії Сципіона і послав наказ Тиберію Семпронію Лонгу залишити всю підготовку до вторгнення в Африку і поспішати на допомогу колезі. Сципіон тоді вже увійшов у зіткнення з Ганнібалом. Розбивши табір на захід від річки По, консул із кіннотою вирушив на розвідку. Назустріч йому скочила кіннота Ганнібала, який теж виїхав на розвідку. відбулася жорстока сутичка, в якій перевага виявилася на стороні карфагенян. Сам Сципіон був поранений і врятувався завдяки мужності свого сина, 17-річного юнака, який кинувся на допомогу батьку. Тільки наступ темряви захистив римлян від повного розгрому. Сципіон із залишками свого загону сховався в таборі. Перший досвід показав йому абсолютну перевагу карфагенської кінноти. А при цьому рівнини на північ від По були невигідні для вирішального бою. Крім цього, потрібно було дочекатися приходу Семпронія. Тому Публій Корнелій Сципіон під покровом ночі, перейшов назад через Тицин і благополучно досяг мосту через По. Кіннота Ганнібала погналася за римлянами, але їй вдалося тільки захопити загін, який прикривав вояків, які руйнували міст через Тицин.
У 210 році до н. е., у віці усього лише близько 25 років його виняткові військові здібності принесли йому призначення командувачем римською армією в Іспанії, після загибелі там у 211 році до н. е. його батька і дядька. Він став першим приватним громадянином (себто таким, хто не обіймав перед тим високих державних посад), якому було надано абсолютну владу проконсула. До 206 року до н. е. він воював проти карфагенян в Іспанії. Майже одразу захопив Новий Карфаген (Картахена) (209 до н. е.) і використав це місто як власну базу. Протягом кількох років він завоював Іспанію, отримавши рішучі перемоги під Бекулою (Байлен) (208 до н. е.), і Іліпою, на північ від Севільї (206 до н. е.)

## Іспанський похід

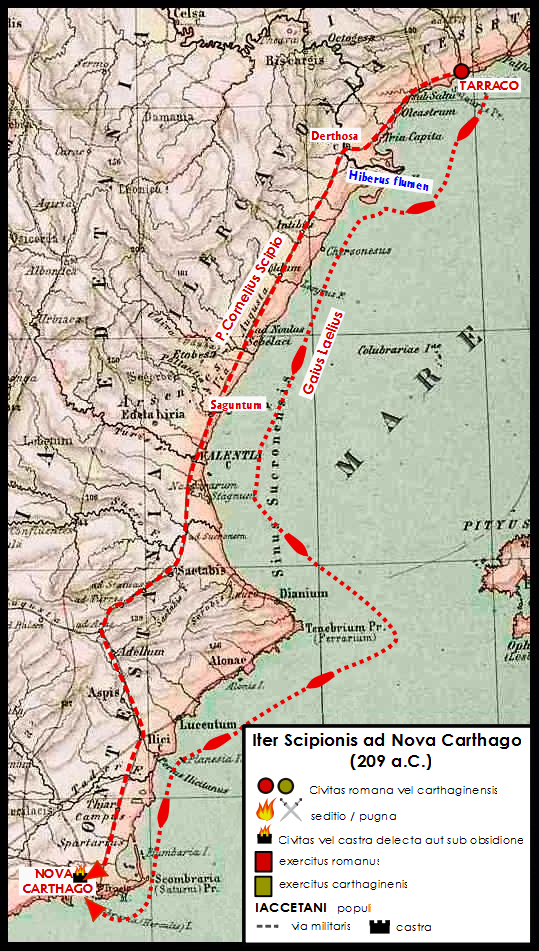
Кампанія в Іспанії

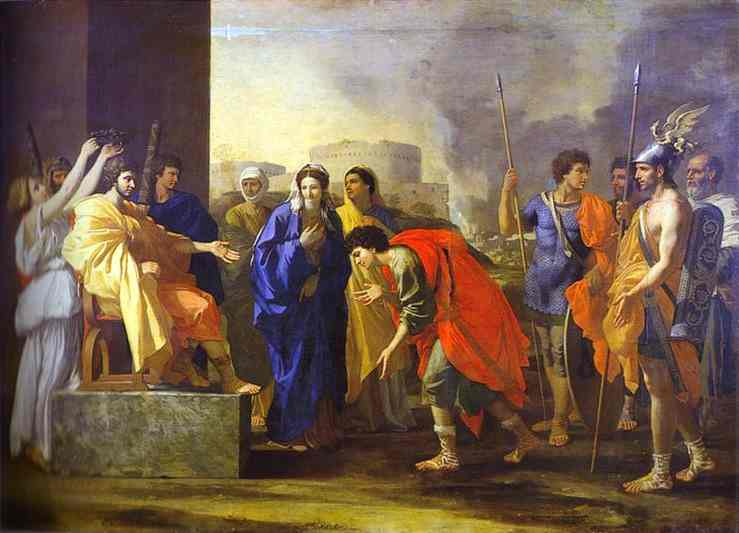
Картина Ніколаса Пуссена « Зміцнення Сципіона»

Ситуація на іспанському фронті була жахлива. Сципіони загинули і Рим шукав нового героя, який зможе підкорити Іспанію. Ним виявився Сципіон Молодший, який у 25 років отримав у командування 2 легіони і вирушив на фронт. На момент приїзду Сципіона карфагенські полководці були розкидані в різних частинах півострова. Сципіон вирішив цим скористатися для того, щоб одним сміливим ударом захопити Новий Карфаген. Важка операція була ретельно підготовлена і блискуче виконанна. Місто лежало в затоці на високому півострові, з'єднаному з материком тільки вузьким перешийком. Ранньою весною 209 року до н. е. Сципіон несподівано з'явився туди з армією і флотом, яким командував його друг Гай Лелій. Флот закрив вхід до бухти, а сухопутні війська розташувалися табором на перешийку. Сципіон на зібранні оголосив солдатам, що сам Нептун з'явився йому уві сні й повідав, як взяти місто. У той час як вся увага обложених була направлена на сушу, Сципіон послав 500 осіб із драбинами з боку моря, де дрібна лагуна полегшувала доступ до стін. Особливо легко було підійти до них у другій половині дня, коли був відплив. Римляни непоміченими зійшли на стіну і увірвалися в місто. Взяття Нового Карфагена справило приголомшливе враження в Іспанії і викликало вибух ентузіазму в Римі. До рук Сципіона потрапили великі склади продовольства і військового спорядження, а також кілька сот заручників з іспанських племен. Сципіон обійшовся з ними надзвичайно привітно, обіцяючи відпустити їх по домівках, якщо вони погодяться перейти на бік Риму. Цією політикою він створив серед нестійких іспанців різкий перелом настрою на користь римлян. Та й сам факт оволодіння столицею Баркидів говорив про те, що співвідношення сил в Іспанії почало змінюватися. Кілька могутніх племен перейшло на сторону Сципіона. Навесні 208 року він вирушив до басейну річки Бетіса, де знаходився Гасдрубал. Було важливо не дати з'єднатися карфагенським арміям, тому Сципіон напав на Гасдрубала, попри те, що той займав прекрасну позицію. Римські війська перевершували карфагенскі своєю чисельністю. Сципіон, прикувавши увагу Гасдрубала нападом із фронту, атакував його з флангів. Коли Гасдрубал побачив, що його війська здригнулися, він ухилився від бою, зібрав все найцінніше, взяв слонів і почав швидко відступати на північ. Сципіон не ризикнув його переслідувати, боячись з'єднання карфагенских армій. Після відходу Гасдрубала з Іспанії доля цього фронту була вирішена, хоча карфагенський уряд послав туди значні підкріплення. Під річкою Іліпою Сципіон у 207 році до н. е. здобув блискучу перемогу над арміями Магона і Гасдрубала, сина Гісгона. Ця битва поклала кінець карфагенському пануванню в Іспанії. Коли Магону стало ясно, що облога Гадеса неминуча, він висадив свої війська і спробував з нальоту захопити Новий Карфаген. Ця спроба розбилася о пильність римського гарнізону, і Магон повернувся в Гадес, але місто відмовився прийняти його назад, так як тоді вже йшли переговори здачі його римлянам. Тоді Магон переправився на Балеарські острови, а Гадес відкрив свої ворота Сципіону.

### Перший консульський термін
Сципіона було обрано консулом у 205 до н. е., і тут він зустрів сенатську опозицію своєму плану вторгнення до Африки, особливо з боку Фабія Максима, який вважав, що Ганнібалу потрібно нанести поразку в Італії. Проте, молодий консул заявив, що якщо сенат не згодиться на його пропозицію, то він звернеться до народних зборів. Квінт Фульвій Флакк розкритикував позицію Сципіона. Протидія цих політиків планам Публія Корнелія була пов'язана з різними поглядами на цілі війни: Фабій і Фульвій мали на увазі тільки оборону і витіснення Ганнібала з Італії, тоді як Сципіон домагався повного розгрому Карфагена. Народні трибуни почали вимагати від Публія Корнелія Сципіона зробити остаточний вибір інституції, якій він надасть право вирішення цього питання; Сципіон вибрав сенат, і «батьки» все-таки схвалили заморську експедицію, але не дозволили Сципіону провести військовий набір. Консул повинен був вести на Карфаген тільки добровольців і ті підрозділи, які після поразки при Каннах були позбавлені права на повернення в Італію до кінця війни. На той момент вони становили 2 легіони. Корнелій набрав в Італії сім тисяч чоловік; це були переважно марси, умбри та сабіняни. Етрурія дала йому багато продовольства, ліс для будівництва флоту, зброю і військове спорядження. Одне тільки місто Арретій дало три тисячі шоломів і стільки ж щитів, а також безліч інших необхідних для армії речей. З добровольцями консул переправився на Сицилію.

### Африканська кампанія

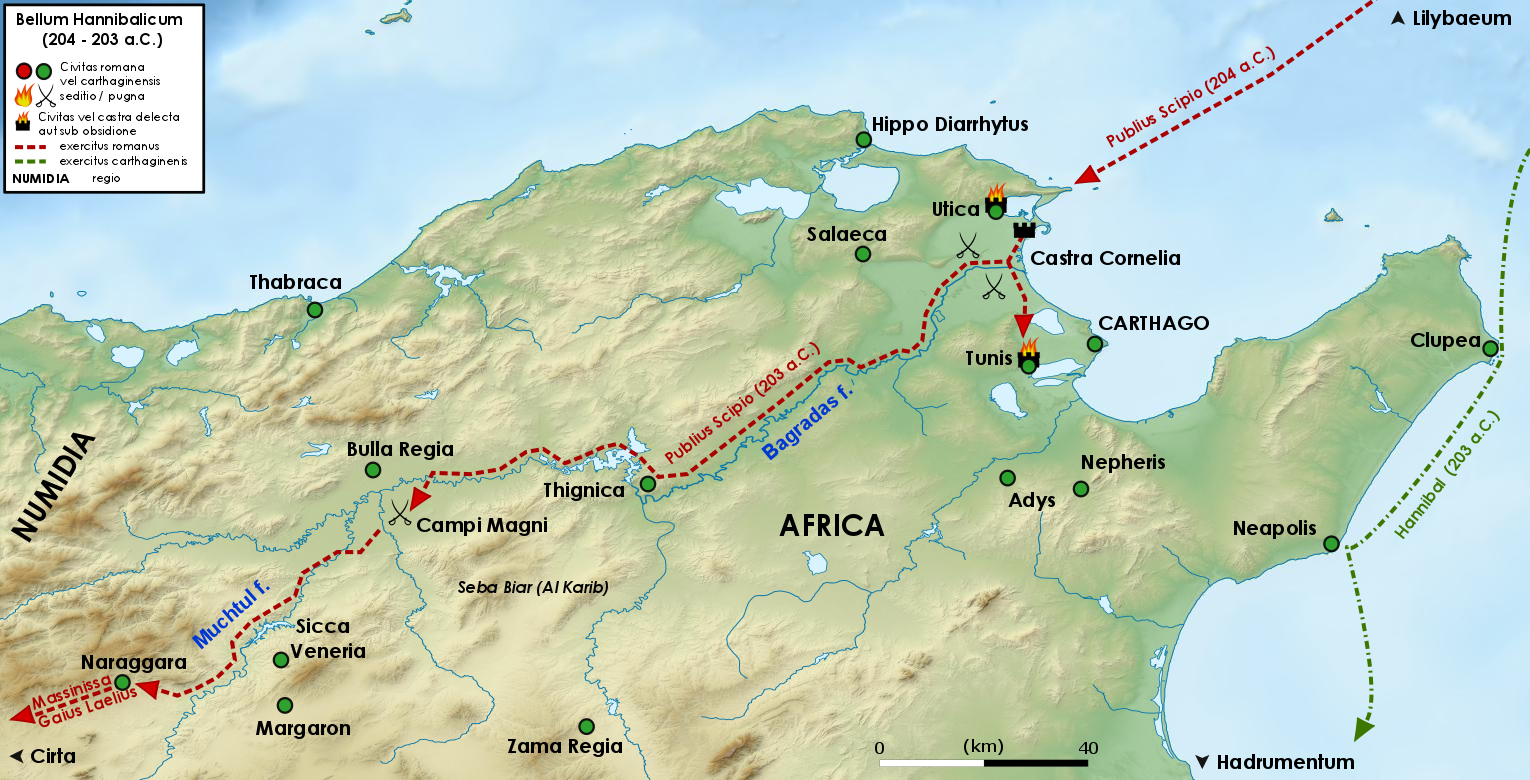
Африканська кампанія Сципіона Африканського (204—203)

У 204 до н. е. він отримав дозвіл вирушити до Африки, де він приєднався до своїх союзників-нумідійців під проводом Масинісси і боровся з успіхом проти карфагенців. Сципіон висадився на мисі Фаріна. Після зимівлі на місці, де зараз знаходиться Калаат ель Анделус, він зненацька напав на карфагенське військо і спалив табір своїх супротивників, а потім вирвався із свого берегового плацдарму до рішучої перемоги над Карфагеном у битві на «Великих рівнинах». Залишивши частину своїх сил на завоювання царства головного союзника Карфагена, нумідійця Сіфакса (у сучасному Алжирі), він пішов прямо на Карфаген, який одразу запросив миру, і хоча мирний процес було перервано, через зраду Карфагена. Римляни і карфагеняни зустрілися у вирішальній битві при Замі. У римлян і карфагенян було приблизно по 40 тис. вояків. Перевага в кінноті на цей раз була у Сципіона. Ядро ганнібалової піхоти становили його ветерани, які здолали з ним весь італійський похід: на них Ганнібал міг цілком покластися. Слабкіші були найманці з армії Магона. Саму ж ненадійну частину становили лівійці і ополчення Карфагена. Перед своїм фронтом Ганнібал помістив 80 слонів. Першу бойову лінію утворювали найманці, другу — лівійці та громадяни, а ветерани стояли в резерві. У Сципіона було звичне шикування в 3 лінії (гастати, принципи і тріарії), але маніпули стояли не в шаховому порядку, а поглядом у потилицю один до одного. Це було зроблено для того, щоб дати прохід слонам. Проміжки між передніми маніпулами були заповнені легкоозброєними вояками. Почалася битва, яка мала вирішити результат війни.
|  | «Карфагеняни, - казав Полібій, - треба було боротися за своє існування і за панування над Лівією, римлянам - за світове вла- дичество. Невже хто-небудь може залишитися байдужим до повісті про цю подію? Ніколи ще не було настільки випробуваних в бою військ, настільки щасливих і майстерних в військовій справі полководців, ніколи ще доля не обіцяла борються такі цінні нагород. переможцю належало отримати влада не над Лівією тільки і Європою, а й над усіма іншими, досі відомими нам країнами світу »(XV, 9). |

|  | У перші хвилини бою деякі слони в армії Карфагена, злякалися звуку труб, і кинулися на свою кінноту. Інші були поранені легкоозброєними, тоді як важка римська піхота не постраждала, пропускаючи слонів в інтервали між маніпулами. Результат битви довго залишався невизначеним. Нарешті, повернулася з погоні римська кіннота і вдарила в тил ветеранам. Це вирішило справу. Карфагенян впало близько 10 тис. І майже стільки ж потрапило в полон. Втрати римлян були у багато разів менше. Ганнібалу вдалося втекти в Гадрумет з невеликою групою вершників. Так скінчилася битва при Замі (осінь 202 р) - перша, яку програв Ганнібал. Він зробив все так, як тільки може і зобов'язаний робити доблесний вождь, досвідчений у багатьох битвах »(XV, 15). |

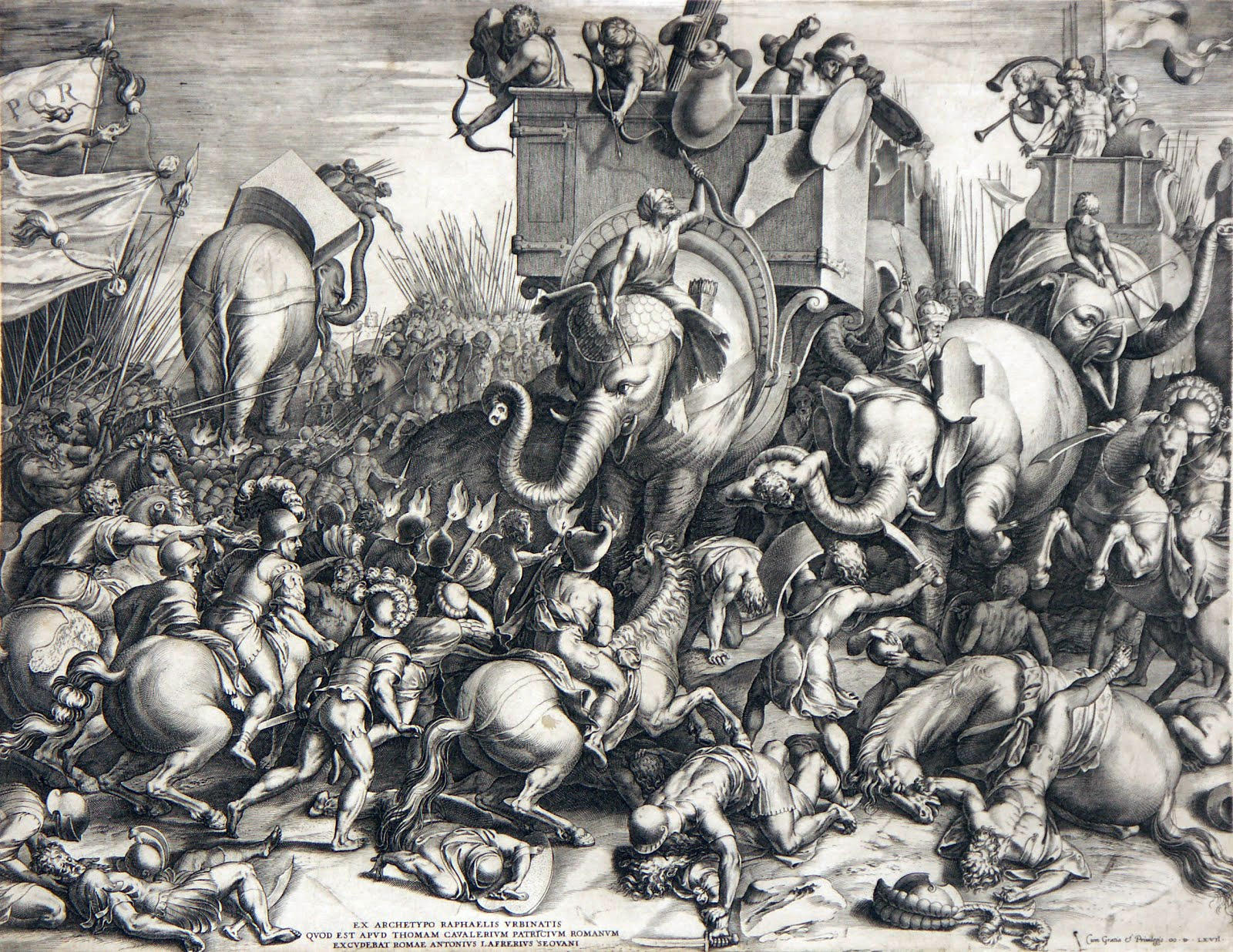
Битва при Замі

В особі Сципіона Ганнібал зустрів гідного суперника, хоча і не рівного собі по геніальності. Ганнібал був переможений при Замі головною причиною була слабкість своєї кінноти

### Повернення до Риму і другий консулат
Сципіон повернувся додому, отримавши від сенату тріумф. Він отримав агномен «Африканський» за назвою країни, яку він завоював. У 199 до н. е. він був обраний цензором і став принцепсом сенату. У 194 до н. е. його вдруге було обрано консулом.

### Останні роки
У 190 до н. е., номінально лише на посаді легата, разом із своїм братом Луцієм він командував першою римською експедицією в Азії під час Сирійської війни (192—188 до н. е.).
Коли брати повернулися до Риму, політична партія на чолі з Катоном Старшим на прізвисько «Цензор» почала проти них наклепницьку кампанію, звинувачуючи їх у хабарництві та зраді інтересів держави. Хоча звинувачення були бездоказовими, лише вплив його зятя, Тиберія Семпронія Гракха, вберіг його від судового переслідування. Сципіон відійшов від політики і поселився у своєму заміському маєтку Літернум у Кампанії, де він і помер, заповівши, щоб по його смерті його тіло не поховали у невдячному Римі. Незадовго до смерті він виявив свою великодушність спробою запобігти переслідуванню вигнанця Ганнібала з боку Риму.
Сенека в Посланні 86 яскраво зобразив простоту життя Сципіона у його маєтку. Подібно до багатьох членів його сімейства він був гарячим філелліном. Це разом із його військовою славою і особистою харизмою спонукали порівняння з Александром Македонським. Він був одружений з Емілією Терцією, дочкою Луція Емілія Павла і сестрою Луція Емілія Павла Македонського. Корнелія Сципіона Африкана, мати братів Гракхів, була молодшою його дочкою.
Тит Лівій про Сципіона Африканського: 
|  | "Гідний пам'яті чоловік! Він більш відомий своїми військовими подвигами, ніж якимись справами на мирному житті. Притому перша половина його життя була славна, ніж друга, тому що всю молодість свою він провів у війнах, а з настанням старості слава його подвигів зів'яла, їжі ж для розуму не виявилося... Чим, в порівнянні з його першим консульством, було друге консульство, навіть якщо додати до нього посаду цензора? Що значила служба легатом в Азії, і даремна втрата здоров'я. Затьмарена нещасною пригодою з його сином, а після повернення необхідністю з'явитися в суд, уникаючи його, залишити заодно і батьківщину? Але головна слава завершувача 2-ї Пунічної війни, найзначнішою і найнебезпечнішою з усіх, що вели римляни, належить йому одному ". |

### Військові якості
Як полководець, Сципіон поєднував харизму із обережним плануванням, заснованим на хорошому використанні розвідки, приділяв велику увагу навчанню, і не боявся використовувати новаторську тактику, часто засновану на елементі несподіванки. Його стратегія завдання удару по силах Карфагена в Іспанії, яка вважала, що завоювання території само про себе дбає, була блискучою, і являла собою повний контраст до стратегії його попередників. Хоча його дуже хвалили за його стратегію вторгнення в Африку, це було римським планом починаючи ще з 218 до н. е., і не є чимось особливим порівняно з вторгненням Ганнібала до Італії із його швидкою послідовністю перемог. Обидва полководці були прекрасними тактиками, але Іліпа, найбільш довершена тактично битва Сципіона, порівняно з Каннами є незграбною. Кажуть, що Ганнібал сказав, що, якби він виграв при Замі, він би оцінив себе як полководця навіть вище, ніж Александра Великого.

## Родина
- Дружина — Емілія, донька Луція Емілія Павла, консула 219 року до н. е.

Діти:
- Корнелія Старша
- Корнелія Молодша
- Луцій Корнелій Сципіон, претор 174 року до н. е.
- Публій Корнелій Сципіон, авгур

## Аналіз джерел
Про Сципіона Африканського до нас дійшло немало джерел. Однак вони здебільшого висвітлювали події Другої Пунічної війни, нам відомо доволі мало про Сципіона в його ранній та пізній період. Одним із найкращих і найдавніших джерел є «Загальна історія» Полібія. Полібій, вважається одним із найкращих авторів, які описували Пунічні війни. Автор, був знайомим з Сципіоном Еміліаном, внуком Сципіона Африканського. Від нього він почув багато цікавих історій про Сципіона Африканського та записав їх у своїй книзі. Також він був знайомим зі вдовою Сципіона Африканського, його друзями, доньками та найкращим другом — Гаєм Лелієм. Історики вважають, що саме Лелій допоміг найбільше матеріалом про Сципіона. Велике місце Сципіон займає в книзі Тита Лівія «Історія Риму від заснування міста». Лівій у своїй праці часто використовував Полібія та інші втрачені джерела. Не втримався не згадати Сципіона ще один грецький історик Аппіан Александрійський. Він розповідав про війни Сципіона Африканського у ряді своїх книг про римську історію: «Пунічні війни», «Сирійські справи», «Іберійсько-римські війни» . Доволі часто Сципіон Африканський, як ключова особа Другої Пунічної війни згадується в історіографії. Про нього писали такі класики римської історії як Теодор Моммзен «4 томна історія Риму», С. І. Ковальов «Історія Риму», та інші.